# Proceso electrolítico
Un proceso electrolítico es el uso industrial de la electrólisis para refinar metales o compuestos con una alta pureza y bajo costo. En ejemplo es el proceso Hall-Héroult utilizado para el aluminio, o la producción de hidrógeno a partir del agua. La electrólisis generalmente se realiza a granel utilizando cientos de láminas de metal conectadas a una fuente de energía eléctrica. 
En la producción de cobre, se utilizan láminas de cobre para los cátodos y luego se sumergen en una solución como el sulfato de cobre con los ánodos grandes que se moldean a partir de cobre impuro (97 %). El cobre de los ánodos se electrochapa sobre los cátodos, mientras que las impurezas se depositan en el fondo del tanque. Esto forma cátodos de cobre de 99,999% de pureza.